# Theo Zehnter
Theo Zehnter (* 6. September 1929 in Bamberg; † 26. Januar 2017) war ein deutscher Landwirt und Politiker (CSU).
Zehnter besuchte die Volksschule und die landwirtschaftliche Berufsschule und bildete sich später an einer landwirtschaftlichen Fachschule und der Katholischen Landvolkshochschule auf Burg Feuerstein weiter. 1959 legte er die Prüfung zum Landwirtschaftsmeister erfolgreich ab. 1965 übernahm er den landwirtschaftlichen Betrieb seiner Eltern. Beim Verband landwirtschaftlicher Fachschulabsolventen war Zehnter von 1962 bis 1977 Vorsitzender im Landkreis Kronach und von 1972 an Bezirksvorsitzender von Oberfranken sowie stellvertretender Landesvorsitzender. Er gehörte dem Vorstand der Molkereigenossenschaft Kulmbach-Kronach an und war Vorsitzender des Aufsichtsrats des Milchhofs Bayreuth. Beim BBV wurde er 1977 Kreisobmann des Kreisverbands Kronach und Vizepräsident, 1982 dann Präsident des Bezirksverbandes Oberfranken. Von 1992 bis 1997 war er Vizepräsident des BBV.
Zehnter war rund ein Vierteljahrhundert lang Vorsitzender des Ortsvereins der CSU in Haig. Von 1966 bis 1996 gehörte er dem Kronacher Kreistag und dem Gemeinderat, zunächst von Haig, später von Stockheim an und war auch lange Jahre zweiter und dritter Bürgermeister. Von 1984 bis zu seiner Auflösung 1999 gehörte er dem Bayerischen Senat für die Gruppe der Land- und Forstwirtschaft an. Er war auch Vertreter im Stiftungsrat der Bayerischen Landesstiftung sowie im Rundfunkrat des Bayerischen Rundfunks.